# Rivière Saint-Étienne (La Réunion)
Pour les articles homonymes, voir Saint-Étienne (homonymie).
La rivière Saint-Étienne est un fleuve côtier de l'île de La Réunion.

## Géographie
| Carte. |

La rivière prend sa source à environ 2 900 mètres d'altitude de plusieurs ravines situées sur le versant Sud du Gros Morne culminant à 3 019 mètres d'altitude, sur la commune de Cilaos, où elle porte le nom de Bras Rouge. À la confluence avec le Bras de Benjoin, elle prend le nom de Bras de Cilaos, puis de Grand Bras de Cilaos sur le territoire de la commune de l'Entre-Deux pour enfin adopter celui de rivière Saint-Étienne à la confluence avec le Bras de la Plaine à la limite communale entre Saint-Louis (au nord-ouest) et Saint-Pierre (au sud-est) avant de se jeter dans l'océan Indien. 
Le cours d'eau totalise 34,5 kilomètres de longueur.

## Affluents
La rivière Saint-Étienne n'a pas d'affluent référencé au SANDRE. Néanmoins Géoportail référence :
- la ravine Pitsa (rg) sur la commune et le cirque de Cilaos
- la ravine de Zitte (rg) sur la commune et le cirque de Cilaos qui conflue avant le bassin Fouquet
- la ravine Ferrière (rg)
- la ravine Patience (rd),
- le bras de Saint-Paul (rd), avec un affluent :
  - le Bras Crochet avec trois affluents
    - la ravine Limon,
    - la ravine Gabriel,
    - la ravine la Vierge (rd),
- le Petit Bras de Cilaos (rg), 8,3 km sur les deux communes de Ciloas (source), et Saint-Louis (confluence)[3]
- le Bras de la Plaine, sur quatre communes

### Rang de Strahler
Le rang de Strahler est de quatre.

## Hydrologie
La banque Hydro n'a pas de station de mesure sur la rivière Saint-Étienne. Par contre sur le Bras de la Plaine, trois stations ont fonctionné jusqu'en 2008 : 40611000, 40611001 et 40611002,,, ainsi qu'une autre station sur le bras de Cilaos.
La rivière Saint-Étienne traverse une seule zone hydrographique, le « Secteur ouest (4051) » .

### Crues et cyclones
Durant le cyclone Gamède le 25 février 2007 vers 7 h 30, le poids d'une crue sur l'une des piles entraîne la destruction d'un des deux ponts de la route nationale 1 situé dans la partie aval de la rivière. Essentiel pour la circulation routière sur l'île, un radier est mis en place afin de rétablir provisoirement  la circulation dès le 2 mars suivant. Ce radier sera détruit par deux cyclones (le Cyclone Felleng et le Cyclone Dumile) le 3 janvier 2013 puis le 1er février 2013. Le nouveau pont est inauguré le 10 juin 2013.